# دالي ريتشاردز
دالي ريتشاردز (16 يوليو 1976 في باربادوس - )  (بالإنجليزية: Dale Richards)‏ هو لاعب كريكت باربادوسي. شارك مع منتخب الهند الغربية للكريكت ومنتخب باربادوس الوطني للكريكت.

## وصلات خارجية
- دالي ريتشاردز على موقع إي آس بي آن كريك إنفو (الإنجليزية)